# Semiconductor Manufacturing International Corporation
Pour les articles homonymes, voir SMIC (homonymie).
Semiconductor Manufacturing International Corporation (SMIC) est le plus grand producteur de semi-conducteurs de Chine, devant Hejian Technology Corporation. Son siège est situé à Shanghai. L'entreprise a été fondée en 2000.
En juin 2020, SMIC annonce une levée en bourse de 2,8 milliards de dollars. En juillet 2020, cette levée en bourse passe à 6,55 milliards de dollars.
En 2020, SMIC lance une puce "N+1", équivalente à la gravure 8nm de Samsung, qui est légèrement meilleure que la gravure 10nm de TSMC.
En 2022, SMIC lance sa puce "N+2" gravée en 7nm malgré les restrictions américaines.